# Grand Prix Itálie 1968
Grand Prix Itálie 1968 (oficiálně XXXIX Gran Premio d'Italia) se jela na okruhu Autodromo Nazionale Monza v Monze v Itálii dne 8. září 1968. Závod byl devátým v pořadí v sezóně 1968 šampionátu Formule 1.

## Závod
| Poř.   | No. | Jezdec               | Konstruktér       | Počet kol | Čas/Odstoupení  | Pořadí na startu | Body |
| ------ | --- | -------------------- | ----------------- | --------- | --------------- | ---------------- | ---- |
| 1      | 1   | Denny Hulme          | McLaren-Ford      | 68        | 1:40:14.8       | 7                | 9    |
| 2      | 5   | Johnny Servoz-Gavin  | Matra-Ford        | 68        | + 1:28.4        | 13               | 6    |
| 3      | 8   | Jacky Ickx           | Ferrari           | 68        | + 1:28.6        | 4                | 4    |
| 4      | 27  | Piers Courage        | BRM               | 67        | + 1 kolo        | 17               | 3    |
| 5      | 6   | Jean-Pierre Beltoise | Matra             | 66        | + 2 kola        | 18               | 2    |
| 6      | 3   | Jo Bonnier           | McLaren-BRM       | 64        | + 4 kola        | 19               | 1    |
| Ret    | 20  | Jo Siffert           | Lotus-Ford        | 58        | Zavěšení        | 9                |      |
| Ret    | 10  | Jack Brabham         | Brabham-Repco     | 56        | Tlak oleje      | 16               |      |
| Ret    | 4   | Jackie Stewart       | Matra-Ford        | 42        | Motor           | 6                |      |
| Ret    | 15  | David Hobbs          | Honda             | 42        | Motor           | 14               |      |
| Ret    | 19  | Jackie Oliver        | Lotus-Ford        | 38        | Převodovka      | 11               |      |
| Ret    | 2   | Bruce McLaren        | McLaren-Ford      | 34        | Únik oleje      | 2                |      |
| Ret    | 11  | Jochen Rindt         | Brabham-Repco     | 33        | Motor           | 10               |      |
| Ret    | 26  | Pedro Rodríguez      | BRM               | 22        | Motor           | 15               |      |
| Ret    | 21  | Dan Gurney           | Eagle-Weslake     | 19        | Přehřátí        | 12               |      |
| Ret    | 16  | Graham Hill          | Lotus-Ford        | 10        | Kolo            | 5                |      |
| Ret    | 14  | John Surtees         | Honda             | 8         | Nehoda          | 1                |      |
| Ret    | 9   | Chris Amon           | Ferrari           | 8         | Nehoda          | 3                |      |
| Ret    | 7   | Derek Bell           | Ferrari           | 4         | Palivový systém | 8                |      |
| Ret    | 23  | Vic Elford           | Cooper-BRM        | 2         | Nehoda          | 20               |      |
| DNQ    | 28  | Frank Gardner        | BRM               |           |                 |                  |      |
| DNQ    | 12  | Silvio Moser         | Brabham-Repco     |           |                 |                  |      |
| DNS    | 18  | Mario Andretti       | Lotus-Ford        |           |                 |                  |      |
| DNS    | 25  | Bobby Unser          | BRM               |           |                 |                  |      |
| WD     | 22  | Robin Widdows        | Cooper-BRM        |           |                 |                  |      |
| WD     | 24  | Lucien Bianchi       | Cooper-Alfa Romeo |           |                 |                  |      |
| Zdroj: |     |                      |                   |           |                 |                  |      |

## Průběžné pořadí po závodě
Pohár jezdců
|        | Pořadí | Jezdec          | Body |
| ------ | ------ | --------------- | ---- |
|        | 1      | Graham Hill     | 30   |
| 1      | 2      | Jacky Ickx      | 27   |
| 1      | 3      | Jackie Stewart  | 26   |
|        | 4      | Denny Hulme     | 24   |
|        | 5      | Pedro Rodríguez | 11   |
| Zdroj: |        |                 |      |

Pohár konstruktérů
|        | Pořadí | Konstruktér  | Body |
| ------ | ------ | ------------ | ---- |
|        | 1      | Lotus-Ford   | 44   |
|        | 2      | Matra-Ford   | 35   |
|        | 3      | Ferrari      | 32   |
|        | 4      | McLaren-Ford | 31   |
|        | 5      | BRM          | 21   |
| Zdroj: |        |              |      |